# Atashin’chi
Atashin’chi (jap. あたしンち, kurz für atashi no uchi, dt. „mein Haus; meine Familie“) ist ein Manga von Eiko Kera, der von 1994 bis 2012 in Japan erschien. Er wurde als Anime-Fernsehserie und Kinofilm umgesetzt.

## Inhalt
Die Serie behandelt das alltägliche Leben der fiktiven japanischen Großstadtfamilie Tachibana (立花). Die Familie besteht aus dem Vater, Büroangestellter, der Mutter, Hausfrau, und den pubertären Geschwistern Mikan (atashi, dt. „Ich“, aus dem Titel) und Yuzuhiko.

## Veröffentlichung
Seit 5. Juni 1996 erschien der Manga in der Sonntagsausgabe der Yomiuri Shimbun. Der Verlag Media Factory brachte bisher auch 17 Sammelbände heraus. Von diesen wurden mehr als 10 Millionen Exemplare verkauft.
Am 4. März 2012 gab die Autorin bekannt, den Manga zum 11. zu beenden.

## Anime-Fernsehserie
Eine Anime-Fernsehserie mit 330 Folgen wurde zwischen dem 19. April 2002 und 19. September 2009 von TV Asahi ausgestrahlt. Animiert wurde die Serie vom Studio Shin’ ei Dōga unter der Regie von anfangs Akitarō Daichi und dann Tetsuo Yasumi.
Der Anime wurde auch in Taiwan, Südkorea, Malaysia und auf den Philippinen ausgestrahlt.
Vom 6. Oktober 2015 bis 5. April 2016 lief auf Animax der Nachfolger Shin Atashin’chi mit 26 Folgen der ebenfalls bei Shin’ei Dōga entsteht, jedoch unter der Regie von Hirofumi Ogura.

### Synchronisation
| Rolle    | japanischer Sprecher (Seiyū) |
| -------- | ---------------------------- |
| Vater    | Ken’ichi Ogata               |
| Mutter   | Kumiko Watanabe              |
| Mikan    | Fumiko Orikasa               |
| Yuzuhiko | Daisuke Sakaguchi            |

### Musik
Die Musik der ersten Serie wurde komponiert von Masae Sagara, Motoi Sakuraba, W.m.W. Der Vorspanntitel ist Saraba von Kinmokusei, für den Abspann verwendete man kite kite atashin'chi von Aya Hirayama.
Bei der zweiten Serie stammt die Musik von Akifumi Tada und Hiroshi Nakamura. Im Vorspann wird der Titel Let’s Go Atashin’chi verwendet und im Abspann Rock A By My Baby (ろっか・ばい・まい・べいびい, Rokka Bai Mai Beibii) von Haruomi Hosono.

## Kinofilm
Unter der Regie von Tetsuo Yasumi wurde 2003 ein Kinofilm zur Serie produziert, der am 24. November 2003 in die japanischen Kinos kam. Das Lied Atashin'chi des Films wurde gesungen von Akiko Yano.
Am 13. November 2010 kam der 3D-Kinofilm Gekijōban 3D Atashin’chi: Jōnetsu no Chō Chōnōryoku! Haha Daibōsō! unter der Regie von Wataru Takahashi in die japanischen Kinos.
Die Filme wurden ebenfalls von Shin’ei Dōga animiert.